# Uroš Račić
Uroš Račić (in serbo Урош Рачић?; Kraljevo, 17 marzo 1998) è un calciatore serbo, centrocampista dell'Arīs Salonicco e della nazionale serba.

## Caratteristiche tecniche
È un mediano.

## Carriera

### Club
È cresciuto nelle giovanili della Stella Rossa, ha esordito in prima squadra il 14 maggio 2016 in un match vinto 4-1 contro il Radnik Surdulica.
Passa al Valencia nell'estate 2018 dove gioca metà stagione nella squadre delle riserve, esordendo in prima squadra contro l'Ebro in Coppa del Re.
Viene successivamente ceduto in prestito al Tenerife, dove colleziona 16 presenze e 1 gol.
La stagione successiva viene mandato in prestito in Portogallo al Familicão, concludendo la stagione con 3 gol in 33 presenze.
Torna al Valencia dove rimane per due stagioni prima di venir nuovamente mandato in prestito in Portogallo, questa volta al Braga dove colleziona 25 presenze ed un gol.
Il 16 agosto 2023 viene ceduto a titolo definitivo al Sassuolo. Esordisce con i neroverdi il 27 agosto nella sconfitta per 2-0 in casa del Napoli, subentrando nella ripresa a Daniel Boloca. Sempre contro i partenopei, il 28 febbraio 2024, segna il suo primo gol in Serie A nella partita persa per 1-6 dagli emiliani.
Il 22 agosto 2024, viene ceduto in prestito secco per una stagione al West Bromwich, nella Championship inglese.
Il 1º febbraio 2025 il prestito viene rescisso; contestualmente fa ritorno, sempre a titolo temporaneo, al Braga.

### Nazionale
Il 24 marzo 2021 esordisce in nazionale maggiore nel successo per 3-2 contro l'Irlanda.
Nel novembre 2022 viene convocato per i Mondiali in Qatar.

## Statistiche

### Presenze e reti nei club
Statistiche aggiornate al 1º febbraio 2025.
| Stagione            | Squadra             | Campionato          | Campionato | Campionato | Coppe nazionali | Coppe nazionali | Coppe nazionali | Coppe continentali | Coppe continentali | Coppe continentali | Altre coppe | Altre coppe | Altre coppe | Totale | Totale | Totale |
| Stagione            | Squadra             | Comp                | Pres       | Reti       | Comp            | Pres            | Reti            | Comp               | Pres               | Reti               | Comp        | Pres        | Reti        | Pres   | Reti   |        |
| ------------------- | ------------------- | ------------------- | ---------- | ---------- | --------------- | --------------- | --------------- | ------------------ | ------------------ | ------------------ | ----------- | ----------- | ----------- | ------ | ------ | ------ |
| 2015-2016           | Stella Rossa        | SL                  | 1          | 0          | KS              | 0               | 0               | -                  | -                  | -                  | -           | -           | -           | 1      | 0      |        |
| 2016-2017           | Stella Rossa        | SL                  | 8          | 0          | KS              | 2               | 0               | UCL                | 0                  | 0                  | -           | -           | -           | 10     | 0      |        |
| 2017-2018           | Stella Rossa        | SL                  | 22         | 3          | KS              | 2               | 0               | UEL                | 10                 | 0                  | -           | -           | -           | 34     | 3      |        |
| Totale Stella Rossa | Totale Stella Rossa | Totale Stella Rossa | 31         | 3          |                 | 4               | 0               |                    | 10                 | 0                  |             | -           | -           | 45     | 3      |        |
| 2018-gen. 2019      | Valencia Mestalla   | SDB                 | 15         | 1          | -               | -               | -               | -                  | -                  | -                  | -           | -           | -           | 15     | 1      |        |
| dic. 2018-gen. 2019 | Valencia            | PD                  | 0          | 0          | CR              | 1               | 0               | UCL                | -                  | -                  | -           | -           | -           | 1      | 0      |        |
| gen.-giu. 2019      | Tenerife            | SD                  | 16         | 1          | CR              | 0               | 0               | -                  | -                  | -                  | -           | -           | -           | 16     | 1      |        |
| 2019-2020           | Famalicão           | PL                  | 33         | 3          | CP              | 6               | 0               | -                  | -                  | -                  | -           | -           | -           | 39     | 3      |        |
| 2020-2021           | Valencia            | PD                  | 31         | 1          | CR              | 4               | 1               | -                  | -                  | -                  | -           | -           | -           | 35     | 2      |        |
| 2021-2022           | Valencia            | PD                  | 28         | 0          | CR              | 6               | 0               | -                  | -                  | -                  | -           | -           | -           | 34     | 0      |        |
| Totale Valencia     | Totale Valencia     | Totale Valencia     | 59         | 1          |                 | 11              | 1               |                    | -                  | -                  |             | -           | -           | 70     | 2      |        |
| 2022-2023           | Braga               | PL                  | 25         | 1          | CP+TdL          | 6+0             | 3+0             | UEL+UECL           | 5+2                | 0                  | -           | -           | -           | 38     | 4      |        |
| 2023-2024           | Sassuolo            | A                   | 22         | 1          | CI              | 1               | 0               | -                  | -                  | -                  | -           | -           | -           | 23     | 1      |        |
| 2024-feb. 2025      | West Bromwich       | FLC                 | 21         | 0          | FACup+CdL       | 1+0             | 0               | -                  | -                  | -                  | -           | -           | -           | 22     | 0      |        |
| feb.-giu. 2025      | Braga               | PL                  | 0          | 0          | CP+TdL          | 0               | 0               | UEL                | 0                  | 0                  | -           | -           | -           | 0      | 0      |        |
| Totale Braga        | Totale Braga        | Totale Braga        | 25         | 1          |                 | 6               | 3               |                    | 7                  | 0                  |             |             |             | 38     | 4      |        |
| Totale carriera     | Totale carriera     | Totale carriera     | 222        | 11         |                 | 29              | 4               |                    | 17                 | 0                  |             | -           | -           | 268    | 15     |        |

### Cronologia presenze e reti in nazionale
| Cronologia completa delle presenze e delle reti in nazionale ― Serbia | Cronologia completa delle presenze e delle reti in nazionale ― Serbia | Cronologia completa delle presenze e delle reti in nazionale ― Serbia | Cronologia completa delle presenze e delle reti in nazionale ― Serbia | Cronologia completa delle presenze e delle reti in nazionale ― Serbia | Cronologia completa delle presenze e delle reti in nazionale ― Serbia | Cronologia completa delle presenze e delle reti in nazionale ― Serbia | Cronologia completa delle presenze e delle reti in nazionale ― Serbia |
| Data                                                                  | Città                                                                 | In casa                                                               | Risultato                                                             | Ospiti                                                                | Competizione                                                          | Reti                                                                  | Note                                                                  |
| --------------------------------------------------------------------- | --------------------------------------------------------------------- | --------------------------------------------------------------------- | --------------------------------------------------------------------- | --------------------------------------------------------------------- | --------------------------------------------------------------------- | --------------------------------------------------------------------- | --------------------------------------------------------------------- |
| 24-3-2021                                                             | Belgrado                                                              | Serbia                                                                | 3 – 2                                                                 | Irlanda                                                               | Qual. Mondiali 2022                                                   | -                                                                     | 63’                                                                   |
| 1-9-2021                                                              | Debrecen                                                              | Qatar                                                                 | 0 – 4                                                                 | Serbia                                                                | Amichevole                                                            | -                                                                     | 63’                                                                   |
| 11-11-2021                                                            | Belgrado                                                              | Serbia                                                                | 4 – 0                                                                 | Qatar                                                                 | Amichevole                                                            | -                                                                     | 47’                                                                   |
| 24-3-2022                                                             | Budapest                                                              | Ungheria                                                              | 0 – 1                                                                 | Serbia                                                                | Amichevole                                                            | -                                                                     | 77’                                                                   |
| 29-3-2022                                                             | Copenaghen                                                            | Danimarca                                                             | 3 – 0                                                                 | Serbia                                                                | Amichevole                                                            | -                                                                     | 79’                                                                   |
| 5-6-2022                                                              | Belgrado                                                              | Serbia                                                                | 4 – 1                                                                 | Slovenia                                                              | UEFA Nations League 2022-2023 - 1º turno                              | -                                                                     | 81’                                                                   |
| 9-6-2022                                                              | Solna                                                                 | Svezia                                                                | 0 – 1                                                                 | Serbia                                                                | UEFA Nations League 2022-2023 - 1º turno                              | -                                                                     | 69’ 89’                                                               |
| 12-6-2022                                                             | Lubiana                                                               | Slovenia                                                              | 2 – 2                                                                 | Serbia                                                                | UEFA Nations League 2022-2023 - 1º turno                              | -                                                                     | 85’                                                                   |
| 24-9-2022                                                             | Belgrado                                                              | Serbia                                                                | 4 – 1                                                                 | Svezia                                                                | UEFA Nations League 2022-2023 - 1º turno                              | -                                                                     | 72’ 90+3’                                                             |
| 27-3-2023                                                             | Podgorica                                                             | Montenegro                                                            | 0 – 2                                                                 | Serbia                                                                | Qual. Euro 2024                                                       | -                                                                     | 85’                                                                   |
| 16-6-2023                                                             | Vienna                                                                | Serbia                                                                | 3 – 2                                                                 | Giordania                                                             | Amichevole                                                            | -                                                                     | 15’ 63’                                                               |
| 10-9-2023                                                             | Kaunas                                                                | Lituania                                                              | 1 – 3                                                                 | Serbia                                                                | Qual. Euro 2024                                                       | -                                                                     | 88’                                                                   |
| 10-6-2025                                                             | Leskovac                                                              | Serbia                                                                | 3 – 0                                                                 | Andorra                                                               | Qual. Mondiali 2026                                                   | -                                                                     | 61’ 75’                                                               |
| Totale                                                                |                                                                       | Presenze                                                              | 13                                                                    |                                                                       | Reti                                                                  | 0                                                                     |                                                                       |

## Palmarès

### Club

#### Competizioni nazionali
- Campionato serbo: 2

Stella Rossa: 2015-2016, 2017-2018